# Siphona pallida
Siphona pallida là một loài ruồi trong họ Tachinidae.